# Liste der Kulturdenkmäler in Badenhard
In der Liste der Kulturdenkmäler in Badenhard sind alle Kulturdenkmäler der rheinland-pfälzischen Ortsgemeinde Badenhard aufgeführt. Grundlage ist die Denkmalliste des Landes Rheinland-Pfalz (Stand: 27. Oktober 2023).

## Einzeldenkmäler
| Bezeichnung         | Lage                | Baujahr | Beschreibung                                                     | Bild                           |
| ------------------- | ------------------- | ------- | ---------------------------------------------------------------- | ------------------------------ |
| Evangelische Kirche | Schloßstraße 1 Lage | 1908/09 | barockisierender Jugendstilbau auf T-förmigem Grundriss, 1908/09 | weitere Bilder Fotos hochladen |